# Repelsteeltje-effect
Het repelsteeltje-effect is het positieve effect dat uitgaat van het geven van een diagnose of naam aan (meer of minder vage) klachten en verschijnselen. Het veronderstelt dat het stellen van een diagnose bij symptomen en het benoemen ervan ervoor zorgt dat een patiënt zich meer begrepen voelt en de ervaren symptomen kan verklaren. Het vertrouwen in de hulpverlener kan door dit effect toenemen.
De term werd in 1972 geïntroduceerd door Edward Fuller Torrey. Hij legde in zijn boek The Mind Game: Witchdoctors and Psychiatrists uit dat het simpelweg benoemen van een blokkade bij een patiënt verschillende associaties doet oproepen die ontladend werken. Het vergeleek het benoemen van de 'juiste' diagnose met het noemen van de naam van Repelsteeltje door de sprookjesprinses om haar kind te redden. Hij noemde dit "the principle of Rumpelstiltskin" (het principe van Repelsteeltje)